# 동이면
동이면(東二面)은 대한민국 충청북도 옥천군에 있는 면이다.

## 행정 구역
- 금암리(金岩里)
- 남곡리(南谷里)
- 석탄리(石灘里)
- 세산리(細山里)
- 우산리(牛山里)
- 적하리(赤下里)
- 조령리(鳥嶺里)
- 지양리(紙羊里)
- 청마리(靑馬里)
- 평산리(坪山里)

## 학교
- 동이초등학교 (평산리)
  - 우산분교 (우산리)
- 동이중학교 (폐교) - 동이면 적하길 23 (적하리)